# Colletes distinctus
Colletes distinctus là một loài Hymenoptera trong họ Colletidae. Loài này được Cresson mô tả khoa học năm 1868.